# Licínio Lopes Chaves
Licínio Lopes Chaves, segundo barão de Jacareí (Jacareí, 19 de dezembro de 1840 — Jacareí, 28 de janeiro de 1909), foi um nobre e político do Império do Brasil.

## Biografia
Filho do Comendador Francisco Lopes Chaves, o 1° Barão de Santa Branca e de Gertrudes de Carvalho Lopes Chaves, foi Coronel da Guarda Nacional e grande benfeitor da Santa Casa de Misericórdia de Jacareí, para a qual deixou em testamento três imóveis de sua propriedade.
Militante do Partido Liberal, elegeu-se vereador por mais de uma legislatura. Comendador da Imperial Ordem de Cristo e Oficial da Imperial Ordem da Rosa, foi agraciado pelo Imperador Dom Pedro II, no dia 20 de agosto de 1889, com o título de 2º Barão de Jacareí. Ao ser proclamada a República, renunciou ao cargo de vereador, no dia 2 de dezembro de 1889, em honra ao Imperador.